# Atta vollenweideri
Atta vollenweideri — вид мурах родини мирміцин (Myrmicinae).

## Поширення
Вид поширений в Південній Америці. Трапляється на півдні Бразилії, в Уругваї, Парагваї, Болівії та на півночі Аргентини.

## Спосіб життя
Atta vollenweideri живиться пліснявим грибком, як вирощує в власних підземних «садах». Грибок росте на траві, яку робочі особини збирають у радіусі до 150 м від мурашника. При чому є два види робочих мурах-фуражирів: одні зрізають траву, інші транспортують її в мурашник.